# Equipe angolana na Copa Davis
A equipe angolana na Copa Davis representa a Angola na Copa Davis, principal competição de ténis masculina por equipes do mundo. É administrada pela Federação Angolana de Ténis.

## História
A primeira participação da equipe angolana foi em 2001. O melhor resultado da equipe foi o 7º lugar no Grupo III, em 2003.